# ندى بسيوني
ندى بسيوني (2 نوفمبر 1963 -)، ممثلة مصرية.

## عن حياتها
بدأت العمل الفني مبكراً جداً بسبب تميز ملامحها وخفتها، حيث أنها شاركت في أحد الإعلانات الشهيرة فور إتمامها دراسة المرحلة الثانوية، ثم سافرت إلى «النمسا» لتلتحق بدبلومة Culture لتدرس بها التمثيل والإخراج والفنون التشكيلية بالجامعة النمساوية والتي درست فيها باللغة الألمانية لمدة عام، وبعدها رجعت إلى مصر وتقدمت إلى اختبارات القبول للالتحاق بالمعهد العالي للفنون المسرحية وأثناء الاختبارات شاهدها واكتشفها المخرج الكبير عبد المنعم شكري ليقدمها كوجه جديد في فيلمه «الجوهرة» بدور (إلهام المرعشلي) وسط نجوم كبيرة في الفيلم; مثل: عبد المنعم مدبولي، تحية كاريوكا مما يدل على تميزها منذ نعومة أظافرها، وأثناء دراستها بالمعهد شاركت الفنان صلاح السعدني في مسلسل (غدا تدق الأجراس)، ثم تخرجت من المعهد بقسم التمثيل والإخراج دفعة 89/90 بتقدير امتياز مع مرتبة الشرف، وتعينت معيدة بالمعهد أثناء مدة الدراسات العليا التي التحقت بها، وفيها قامت بعمل: حلقات بحث، دبلومة في الإخراج 95، تمهيدي ماجيستير 97 وموضوع الرسالة: شكسبير في المسرح العربي المعاصر، وقبل الدراسات العليا التحقت بدبلومة في التمثيل مع المخرج الفرنسي «بير دو بوش» في إسطنبول وحصلت على المركز الثاني، والمركز الأول حصلت عليه ممثلة مخضرمة كانت متجاوزة الخمسين عاماً، أما ندى كانت حينها في بدايات العشرينيات فكان هذا إنجازاً كبيراً جداً بشهادة الجميع، وتم عزف السلام الجمهوري المصري هناك أثناء تكريمها وكان ذلك في 91، وعام 98 قدمت (دور الهانم سعاد) في مسلسل «هوانم جاردن سيتي» تأليف: منى نور الدين، إخراج: أحمد صقر، وهو الدور الذي تعتبره أهم عمل قدمها للجمهور وهو البداية الحقيقية بعد الدراسة والتخرج ومن حينها تفرغت للتمثيل تماماً، وها هي لا زالت تبدع وتقدم الكثير والمزيد إلى جمهورها رغبة منها في إمتاعه بموهبتها.

### حياتها الأسرية
تزوجت مرتين، الأولى من المخرج المسرحي والممثل سناء شافع وأنجبت منه ابنتها مايا وذلك قبل انفصالهما، والثاني كان المخرج السينمائي (شريف يحيى) ولم تنجب منه أبناء لأن الزيجة لم تستمر طويلاً بسبب وفاته.

## المؤهلات العلمية
- بعد إتمام دراسة الثانوية، حصلت على دبلومة Culture والتي درست بها التمثيل والإخراج والفنون التشكيلية بالجامعة النمساوية ودرستها باللغة الألمانية، ولمدة عام.
- تخرجت من المعهد العالي للفنون المسرحية - قسم التمثيل والإخراج - دفعة 89/90 بتقدير امتياز مع مرتبة الشرف.
- دبلومة في التمثيل مع المخرج الفرنسي «بير دو بوش» في أسطنبول وحصلت على المركز الثاني، وتم عزف السلام الجمهوري المصري هناك أثناء تكريمها 91.
- عينت معيدة بالمعهد أثناء فترة الدراسات العليا.
- حلقات بحث.
- دبلومة في الإخراج 95.
- تمهيدي ماجيستير 97، وموضوع الرسالة: شكسبير في المسرح العربي المعاصر.

## أعمالها

### مسلسلات
- لما كنا صغيرين 2020
- مليكة:2018
- ألف ليلة وليلة:2015-الملكة قوت القلوب
- أريد رجلا (ج1، 2):2015-نجوى - مديحة
- الخفافيش:2012
- قضية معالي الوزيرة:2012-الدكتورة عبلة
- عبد الله كل مرة:2011
- زيزو 900:2009
- نفق الشيطان:2008
- بنات في الثلاثين:2008
- مسك الليل:2008
- تعيش وتاخد غيرها:2007
- سعيد تعيس جدا جدا:2007
- غريب الدار:2007
- القاهره ترحب بكم:2006
- قلب الدنيا:2006
- نور الصباح:2006
- نصر السماء:2006
- أريد حلا:2005
- أحلام سارة:2005
- أحلام البنات:2004
- غدا يوم اخر:2003
- كلمات:2003
- سيف اليقين:2002-قطر الندى
- البحار مندي:2002-تريزا
- همسات في العاصمة:2001
- الخير ينتصر أحيانا:2001-ضحى
- وتاهت بعد العمر الطويل:2001
- ضبط وإحضار:2001-نيفين
- بيت العلالي:2000
- الفجالة:2000
- والله ما أنا ساكت:2000
- السفينة والربان:2000
- همسات:2000
- زي القمر:2000
- الحنين إلى الماضي:1999
- حارة برجوان:1999-زينات
- موال الحب والغضب:1999
- حرث الدنيا:1999
- ربما نلتقى:1999
- حكيم روحاني حضرتك:1999
- وبقيت الذكريات:1998
- أوراق مصرية (ج1):1998
- الأبطال (ج2):1998
- الإمام الترمذي:1998
- أوراق من المجهول:1998
- قط وفار:1998
- من كل بيت حكاية:1998
- هوانم جاردن سيتي (ج1، 2):1997، 1998-سعاد كاظم
- عريس من باريس:1996
- حتى لا يغيب القمر:1996-قمر
- نوادر العرب:1996
- مرايا الحب:1995-سوزي (اخت بدري)
- العائلة:1994-سناء
- صور ملونة:1994
- عزبة القرود:1994
- خرافة اسمها الفشل:1993
- عصر الفرسان:1992
- وكان لقاء:1992-ابنة سمير علام
- السيرة العربية:1992
- الحكم مؤجل:1991
- العودة:1991
- ليه يا زمن:1989
- الهروب إلى السجن:1987
- غداً تدق الأجراس:1986-طالبة في ثانوي
- المرأة أصلها نمر
- نداء الفجر:-روكسانا
- سيف اليقين
- لمن اترك كل هذا
- زهرة الخشخاش
- قلوب عطشى
- الحب والطوفان
- حلم العمر كله

### أفلام
- ساحر النساء 2021
- آخر ورقة:2015-أم منى
- سلام مربع للستات:2003-هالة
- إحنا أصحاب المطار:2001
- حائط البطولات:1998-أميرة خطيبة جلال
- صياد:1997-سهير
- عيش الغراب:1997-إيناس
- أيام الشر:1995
- البحث عن طريق آخر:1992
- اللعبة القذرة:1992-د.نوال
- المزاج:1991
- أحلام المعلمة طماطم:1990
- فتاة المافيا:1990-سمر بنت المحامي كمال
- عطشانه:1987-عزه
- الاختلاط ممنوع:1986
- الجوهرة:1985-إلهام المرعشلي - الوجه الجديد

### مسرحيات
- الباشا في الفلاشة:2016
- العيال تكسب:2016
- هو في رجالة:2011
- ترا لم لم:2006-ليالي
- نازلين المحطة الجاية:2004-حاجة مريم
- يا مسافر وحدك:1998
- هو فيه رجاله:

### أخرى
- مسلسل اذاعي: فرحات والثلاث ورقات:2017
- مسلسل اذاعي: قناة السويس:2015
- مسلسل اذاعي: على شط بحر القلق:2013
- مسلسل اذاعي: الإمام محمد عبده:2012
- سهرة تليفزيونية: اللحظات الأخيرة:2000
- سهرة تليفزيونية: المصير المحتوم:1998
- سهرة تليفزيونية: الكلمة الحلوة:1991
- سهرة تليفزيونية: بيت الأصول
- سهرة تليفزيونية: اعقل يا عمدة
- سهرة تليفزيونية: أخت الرجال (جزء من مسلسل السيرة العربية).

## وصلات خارجية
- ندى بسيوني على موقع IMDb (الإنجليزية)
- ندى بسيوني على موقع الدهليز
- ندى بسيوني على موقع قاعدة بيانات الأفلام العربية